# Vikonda
UAB Vikonda ist eine litauische Unternehmensgruppe, die überwiegend in der Nahrungsmittelindustrie tätig ist. Die Firma wurde 1996 vom russischen Unternehmer Viktor Uspaskich gegründet. In den 40 Unternehmen des Konzerns arbeiteten 2007 etwa 3.000 Beschäftigte. 2020 gehörten 13 Unternehmen mit 640 Mitarbeitern zum Konzern.
Viktoras Muntianas, 2006–2008 Vorsitzender des litauischen Parlaments, des Seimas, war 1996–1997 Vizepräsident des Konzerns. Die Frau von Viktor Uspaskich, Jolanta Blažytė, ist die Vertriebsdirektorin von Vikonda.

## Tochterfirmen
- UAB Vikeda (Speiseeis)
- UAB Kėdainių konservų fabrikas
- UAB Krekenava (Landwirtschaft)
- UAB Kėdainių aruodai (Getreidehandel)
- UAB Sibena („mini market“)

## Wohltätigkeit
Von „Vikonda“ wurde die wohltätige Stiftung „Viltis – Vikonda“ gegründet. Diese betreibt eine Schulspeisung für arme Kinder und fördert eine Mittelschule in Kėdainiai z. B. durch Einrichtung einer Computer-Klasse.